# (20492) 1999 OC5
A (20492) 1999 OC5 a Naprendszer kisbolygóövében található aszteroida. A LINEAR projekt keretében fedezték fel 1999. július 16-án.